# Leopold II. Maxmilián Anhaltsko-Desavský
Leopold II. Maxmilián Anhaltsko-Desavský (25. prosince 1700, Dessau – 16. prosince 1751, Dessau) byl německý askánský princ a vládce Anhaltsko-desavského knížectví od roku 1747 až do své smrti v roce 1751. Současně byl i generálem pruské armády.

## Život
Leopold se narodil v Dessau jako druhý syn Leopolda I., prince Anhaltsko-Desavského, a jeho manželky nešlechtického původu Anny Luisy Föhsové. Jeho matka byla dcerou lékárníka a ani snahy Leopoldovy babičky Henrietty Kateřiny nepřekazily její sňatek s Leopoldem I.
Když bylo Leopoldovi II. devět let, doprovázel svého otce při plnění jeho vojenských povinností v pruské armádě. Roku 1715 byl jmenován podplukovníkem a vedoucím pěšího pluku č. 27. V roce 1733 vedl během první slezské války svůj pluk do města Mühlhausen v Durynsku.
Když v roce 1737 zemřel Vilém Gustav, jeho starší bratr a dědic knížectví, stal se Leopold novým dědicem knížectví Anhalsko-desavského. Sám Vilém Gustav sice byl ženatý a měl devět potomků, ale stejně jako jeho matka, tak i jeho manželka byla neurozeného původu a proto byly jejich děti vyloučeny z následnictví. Roku 1747 pak zemřel i Leopoldův otec a on konečně zdědil knížectví.
Leopold byl jedním z významnějších generálů, kteří sloužili pod Bedřichem Velikým Pruským.
Leopold II. Maxmilián zemřel v rodném Dessau roku 1751, tedy ve věku 51 let. Na jeho počest v roce 1752 Bedřich Veliký založil vesnici, nesoucí jméno Leopoldshagen. Tato vesnice existuje i v současnosti, ještě ale nedosáhla ani statutu města.

## Manželství a potomci
Dne 25. května 1737 v Bernburgu se Leopold oženil se šlechtičnou Gisele Agnes (1722–1751), dcerou Leopolda Anhaltsko-Köthenského. Měli spolu celkem sedm dětí.
- 1. Leopold III. (10. 8. 1740 Dessau – 9. 8. 1817 tamtéž), kníže anhaltsko-desavský v letech 1751–1807 a od roku 1807 až do své smrti vévoda anhaltsko-desavský
  - ⚭ 1767 Luisa Braniborsko-Schwedtská (24. 9. 1750 Różanki – 21. 12. 1811 Dessau)
- 2. Luisa Agnes Markéta (15. 8. 1742 Dessau – 11. 7. 1743 tamtéž)
- 3. Henrietta Kateřina Agnes (5. 6. 1744 Dessau – 15. 12. 1799 tamtéž), děkanka opatství Herford
  - ⚭ 1779 Johan Jošt Loënský (3. 1. 1737 – 17. 5. 1803), baron z Loën
- 4. Marie Leopoldina (18. 11. 1746 Dessau – 15. 4. 1769 Detmold)
  - ⚭ 1765 hrabě Šimon August z Lippe-Detmold (12. 6. 1727 Detmold – 1. 5. 1782 tamtéž)
- 5. Jan Jiří (28. 1. 1748 Dessau – 1. 4. 1811), svobodný a bezdětný
- 6. Kazimíra (19. 1. 1749 Dessau – 8. 11. 1778 Detmold)
  - ⚭ 1769 Šimon August z Lippe-Detmold (vdovec po její sestře)
- 7. Albert Fridrich (22. 4. 1750 Dessau – 31. 10. 1811 tamtéž)
  - ⚭ 1774 Henrietta Lippe-Weissenfeldská (7. 2. 1753 – 27. 3. 1795)